# Cotula
Cotula es un género de plantas con flores perteneciente a la familia Asteraceae. Tiene unas 200 especies

## Descripción
Las especies dentro de este género puede variar ampliamente en su hábito, la división de su hoja, involucro, receptáculo y aquenios. Esto hace que sea difícil de definir, por comparación de su morfología.  El género sólo puede ser definido mirando las corolas de sus flores. La mayoría son disciformes (falta de rayos florales). Estas corolas pueden ser tubulares, reducidas o incluso inexistentes. Otra característica es que se encuentran solitarias en un pedúnculo.

## Taxonomía
El género Cotula es el más grande encontrado en el hemisferio sur perteneciente a la tribu Anthemideae. Este género se menciona por primera vez por Linneo, con cuatro especies que se describen en su primera edición (1753) de Species Plantarum. En 1867 el género se subdividió por Bentham en tres secciones. Desde este acontecimiento, sólo se han hecho pocos cambios, pero el número de especies se ha mantenido más o menos estable.  Las secciones básicas poseen diferentes cromosoma número:
- sección Cotula :  la sección más grande con alrededor de 40 especies, principalmente en el sur de África, algunos en el Norte de África y Australia, la cosmopolita especie C. coronopifolia y la muy extendida  C. turbinata;  esta sección incluye también los antiguos géneros Cenia y Otochlamys con cromosoma básico número x=8 y  x=10.
- sección Strongylosperma (Less.) Benth. : un total de ocho especies, que se encuentra en regiones cálidas de África y Asia, América Central y del Sur (C. mexicana) y Australia (cinco especies, incluyendo C. australis); número cromosómico básico: x=18.
- sección Leptinella (Cass.) Hook f. : el resto de treinta especies, que se encuentran en América del Sur y las Islas Malvinas (el tipo de especie C.scariosa), Nueva Zelanda, Islas del Subártico  y cinco especies de Australia y Nueva Zelanda; la especie en esta sección tienen un distintivo característico que no se encuentra en las otras secciones: inflados pistilos en las corolas; número cromosómico básico: x=13.

David G. Lloyd ha propuesto que las cinco especies de Australia y Nueva Guinea se distancian lo suficiente de las otras especies de la sección Leptinella como para estar sometidas a una nueva sección con el nombre propuesto de Oligoleima (tipo de especie C. longipes).

## Especies
| - Cotula albida - Cotula alpina - Cotula anthemoides - Cotula atrata - Cotula aurea L. - camomila fina, manzanilla fina. - Cotula australis - Cotula calcarea - Cotula cinerea - Cotula coronopifolia - Cotula dendyi - Cotula dioica - Cotula dispersa - Cotula featherstonii - Cotula filiformis - Cotula goyenii - Cotulla intermedia - Cotula lanata - Cotula longipes | - Cotula maniototo - Cotula mexicana - Cotula minor - Cotula moseleyi - Cotula nana - Cotula pectinata - Cotula perpusilla - Cotula plumosa - Cotula potentillina - Cotula pyrethrifolia - Cotula rotundifolia - Cotula scariosa - Cotula serrulata - Cotula squalida - Cotula traillii - Cotula turbinata |